# Goa
 Ovo je glavno značenje pojma Goa. Za grad u Maliju pogledajte Goa (Mali).
Goa je indijska savezna država na zapadnoj obali Indijskog poluotoka.
Goa graniči sa saveznom državom Maharashtra na sjeveru, Karnataka na istoku i jugu, dok se zapado od države nalazi Arapsko more. Država ima 1,450.000 stanovnika (2008.) i prostire se na 3.702 km2. Glavni grad države je Panaji.

## Povijest
Na području savezne države Goa nalazila se trgovačka kolonija Dubrovačke Republike Gandaulim, u blizini grada Stara Goa.